# Luc Gustin
Luc Gustin (Oteppe, 14 juli 1951 – Burdinne, 12 augustus 2019) was een Belgisch politicus van de MR.

## Levensloop
Gustin werd beroepshalve leraar in het secundair onderwijs en vervolgens onderwijsinspecteur.
Voor de toenmalige PRL werd Gustin in 1982 verkozen tot gemeenteraadslid van Burdinne, waar hij van 1983 tot aan zijn dood burgemeester was. Van 1999 tot 2004 was Gustin eveneens adjunct-kabinetschef van Pierre Hazette, minister in de Franse Gemeenschapsregering.
Gustin stond bij verschillende federale verkiezingen als plaatsvervanger op de MR-lijst en zetelde vier keer als plaatsvervangend lid van de Kamer van volksvertegenwoordigers:
- van juli 2004 tot mei 2007 als plaatsvervanger van Didier Reynders
- van juni 2009 tot mei 2010 als plaatsvervanger van opnieuw Didier Reynders
- van december 2011 tot april 2014 als plaatsvervanger van opnieuw Didier Reynders
- van oktober 2014 tot mei 2019 als plaatsvervanger van Daniel Bacquelaine

Ook was hij van 2015 tot aan zijn dood voorzitter van de MR-federatie van het arrondissement Hoei-Borgworm.
Bij de verkiezingen van 2019 was Gustin geen kandidaat meer voor een mandaat als parlementslid. In augustus 2019 stierf hij aan de gevolgen van kanker.
Daarnaast ontving hij de burgerlijke medaille 1e klasse en was hij ridder in de Leopoldsorde.